# Борђонера (Торино)
Борђонера је насеље у Италији у округу Торино, региону Пијемонт.
Према процени из 2011. у насељу је живело 154 становника. Насеље се налази на надморској висини од 552 м.